# Jozef Schek
Jozef Babušek, známý spíše pod pseudonymem Jozef Schek (3. září 1921 Bratislava – 22. srpna 2013 Piešťany) byl slovenský výtvarník, především kreslíř, malíř a ilustrátor, který přispíval hlavně do časopisů Elektrón, Větrník (Pionýr) a Roháč. Kreslil krátké stripy, ale i rozsáhlé komiksy s dobrodružnými a sci-fi náměty.
Před 2. světovou válkou vystudoval reálné gymnázium. Po válce se pokusil vystudovat vysokou školu zemědělskou v Bratislavě a v Brně. Po převratu v roce 1948 byl však pro své politické názory vyloučen. Poté nastoupil do Kovotechny Pieštany jako konstruktér a designér. Zde se například stal tvůrcem názvu a loga značky Calex. Toto zaměstnání opustil v roce 1960, kdy se začal živit pouze kreslením (především pro časopis Roháč) a zároveň studovat vysokou školu. Studium oboru církevní architektura dokončil v roce 1965.

## Dílo
Velká část jeho starších komiksů vyšla v edici Velká kniha komiksů, kde jeho kresby zaplnily dva několikasetstránkové díly.